# Microlipophrys canevae
Microlipophrys canevae е вид бодлоперка от семейство Blenniidae. Видът не е застрашен от изчезване.

## Разпространение и местообитание
Разпространен е в Албания, Алжир, Босна и Херцеговина, Гибралтар, Гърция (Егейски острови и Крит), Египет, Израел, Испания (Балеарски острови и Северно Африкански територии на Испания), Италия (Сардиния и Сицилия), Кипър, Либия, Ливан, Малта, Мароко, Монако, Португалия, Сирия, Словения, Тунис, Турция, Франция (Корсика), Хърватия и Черна гора.
Обитава крайбрежията на океани и морета.

## Описание
На дължина достигат до 7,5 cm.